# Les Fontenelles
Les Fontenelles är en kommun i departementet Doubs i regionen Bourgogne-Franche-Comté i östra Frankrike. Kommunen ligger i kantonen Le Russey som tillhör arrondissementet Pontarlier. År 2022 hade Les Fontenelles 538 invånare.

## Befolkningsutveckling
Antalet invånare i kommunen Les Fontenelles
Referens:INSEE